# 三叶草俱乐部
三叶草俱乐部是一种由金酒、柠檬汁、覆盆子糖浆和蛋清组成的鸡尾酒。加入蛋清并不是为了给饮料增添风味，而是作为一种乳化剂使用。因此当饮料制作时，雪克壶的摇动能形成特有的泡沫。

## 历史
三叶草俱乐部鸡尾酒是一种早于美国禁酒令的饮料，因与常在南布罗德街的Bellevue-Stratford酒店聚会的费城绅士俱乐部同名而得名。三叶草俱乐部本身的历史可以追溯到1896年，从1897年玛丽·R·迪肯（Mary R. Deacon）所著的《费城的三叶草俱乐部》一书第172页可以看到该鸡尾酒的首次出现。布鲁克林的三叶草俱乐部餐厅声称，城男子俱乐部的历史可以追溯到1882年，并且一直持续到“20世纪20年代”。
早在1917年就出现了三叶草俱乐部鸡尾酒的出版食谱：
在托马斯·布洛克（Thomas Bullock）1917年所著的《理想的调酒师》第27页提到：“在大玻璃杯里加满细冰，加入2小杯覆盆子糖浆、2量酒杯（jigger）乾琴酒、1量酒杯法国苦艾酒和1个鸡蛋的蛋白。摇匀并过滤到鸡尾酒杯中，然后饮用。”
而在诺顿夫人（Mrs. Norton）1917年所著的烹饪书《为家庭餐桌选择、烹调和服务》第512页里提到：“三叶草俱乐部: 加入半个柠檬的汁液、六分之一量酒杯的红石榴糖浆、一量酒杯金酒和法国苦艾酒。”
罗伯特·赫斯（Robert Hess）则称：“它的历史悠久，并且至少可以追溯到1910年，它是著名俱乐部的成员中的企业首脑们所享用的。”在这杯饮料流行的时候，杰克·汤森德（ Jack Townsend）将这种饮料描述为禁酒令前的绅士们所享用的饮料，然而当汤森德在记录这种饮料的时候，它已经变得不受欢迎了甚至最终被全部遗忘。这款酒似乎被遗忘的部分原因是鸡尾酒中使用了很多人不敢喝的生鸡蛋，部分原因是其制作的复杂程度（见下文）。尽管使用了一些可能被认为是奇怪的成分，但这款鸡尾酒整体还是令人愉快的，它并被描述为有酸味，其中添加的糖浆增加了味道的复杂度，而蛋清则提供了口感以及酒体顶部的泡沫。

## 制备和变种

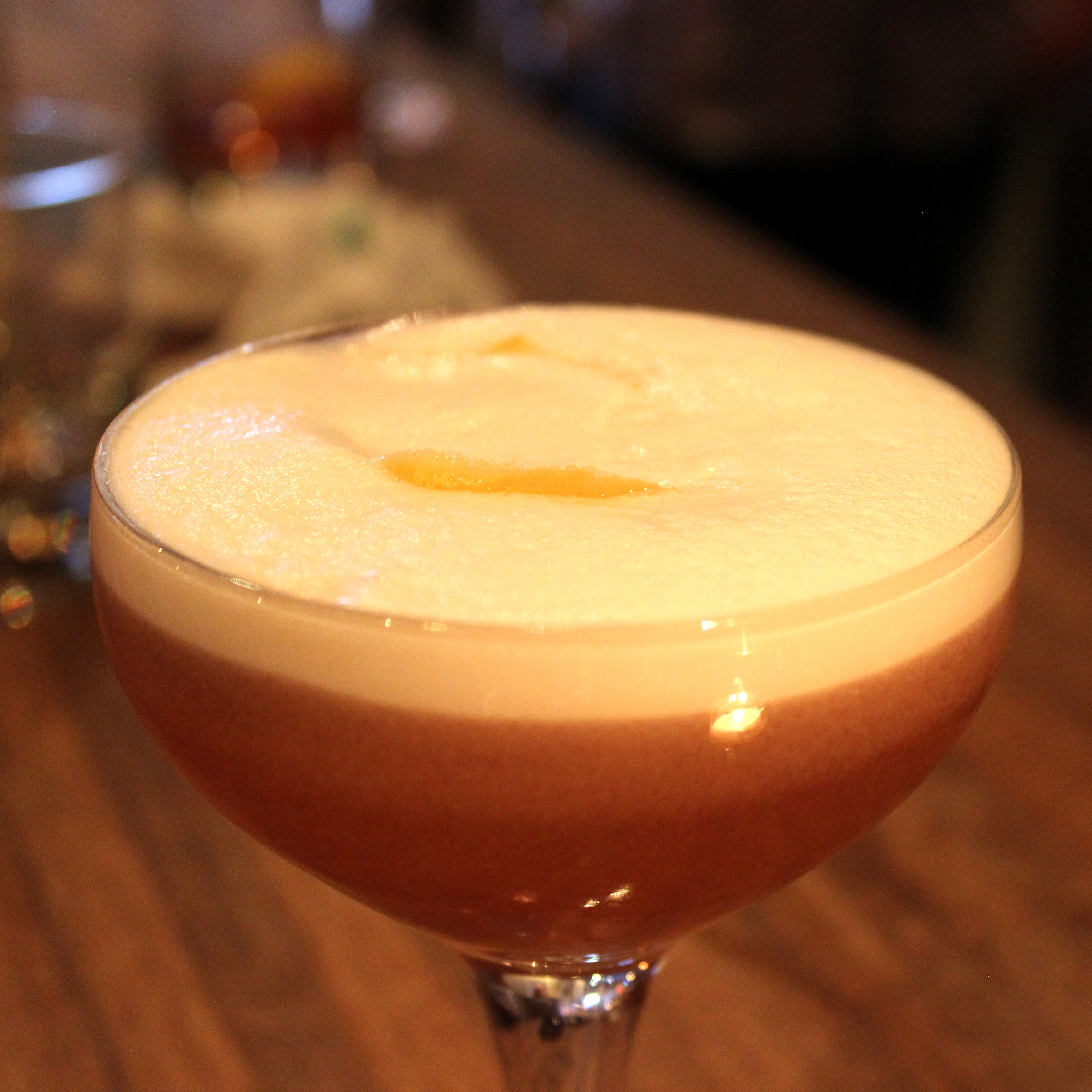
在旧金山的Rye餐厅供应的三叶草俱乐部鸡尾酒。

这种饮料可能是最复杂的鸡尾酒之一，因为制作时涉及到额外的步骤：即在酒体顶部需要泡沫。有几个消息来源建议将这种饮料进行“乾摇”（不加冰块的摇晃），其中一个消息来源建议这样做至少一分钟，之后应该在雪克壶中加入冰块来冷却和稀释饮料。截至2014年12月，布鲁克林的三叶草俱乐部餐厅使用的传统配方是金酒、乾威末酒、柠檬、覆盆子和蛋清。
这种饮料有几种变种，最常见的是用红醋栗糖浆或红石榴糖浆代替覆盆子糖浆。

## 在流行文化中的体现
一位名叫 “Yuuyu-P”的VOCALOID制作人，把一首以初音未来为主角的歌曲以这种鸡尾酒的名字命名，并且她在歌中介绍了鸡尾酒的配方。